# Hernando Pecha
Hernando Pecha (Guadalajara, 1567 - Madrid, 1659) fue un historiador de Guadalajara y de la familia Mendoza

## Biografía
El Padre Felipe de Ossa, proporciona datos biográficos del Padre Pecha en su «Carta edificante a la muerte del Padre Hernando Pecha», cuyo original se encuentra en la Sección de Papeles de Jesuitas de la Academia de la Historia. El libro escrito por Aurelio García López da muchos más datos acerca de este personaje, que debe ser considerado, sin duda, ejemplar y capital en la consideración histórica de Guadalajara. Ossa dice de Pecha que fue hombre «de apacible condición y de una sinceridad colombina, de gran bondad y sin doblez ni engaño».
De la noble y antiquísima familia de los Pecha, de la que salió el fundador y primeros benefactores de la Orden de San Jerónimo, Hernando Pecha nació en pleno reinado de Felipe II, hijo de Pedro Pecha Calderón y Francisca Heredia, casados en Hita de donde era ella. Sus armas, una abeja azul en campo de oro, aunque otros usaron un castillo centrando sus blasones.
Hernando Pecha optó por ingresar en religión, en los jesuitas del Colegio de Alcalá de Henares. Aficionado a la historia y gran erudito en temas de genealogía, tal que fue muy consultado en pleitos de la nobleza acerca de los derechos de unos y otros a sus títulos. Destinado por la compañía al entonces nuevo Colegio de San Francisco Javier, que había creado en Nápoles doña Catalina de la Cerda y Sandoval, condesa de Lemos, nieta de San Francisco de Borja y esposa del virrey de Nápoles. De ahí las noticias que da Pecha, en su «Historia de Guadalajara», de personajes alcarreños relacionados con Nápoles. Luego fue nombrado rector de los colegios jesuitas en Plasencia y Talavera. La familia Lasarte le encargó del legado para la fundación y erección del colegio de jesuitas en Guadalajara, en el que ejerció de rector a partir 1631, año de su inauguración.
Se relacionó con la familia Mendoza porque fue confesor de la sexta duquesa, doña Ana (1554-1633), y preceptor del séptimo duque, don Rodrigo (1614-1657), además de tener acceso a los archivos de la casa. Entre otros altos cargos que desempeñó, debe mencionarse el de confesor del Conde-duque de Olivares, por lo que no es exagerado afirmar que influyera notabilísimamente en la política española del siglo XVII.
Se retiró en Madrid, donde murió el 24 de julio de 1659, a la avanzada edad e 92 años.

## Obra
El Padre Pecha es conocido y apreciado, principalmente, por su "Historia de Guadalaxara y cómo la Religión de San Jerónimo en España fue fundada y restaurada por sus ciudadanos”. Libro en el que por primera vez se analiza la completa historia de Guadalajara. Obra realizada desde dentro, a partir de los archivos mendocinos, a los que Pecha tuvo acceso por haber sido el confesor de la duquesa Ana. Redactada antes de 1632, es sin duda la más antigua de las Historias de la ciudad de Guadalajara conservadas y, en gran parte, la fuente primigenia de todas ellas pues fue este autor quien trabó por primera vez la genealogía de la familia Mendoza. De aquí sacó el autor todos sus materiales, y de la consulta de las obras más antiguas, hoy perdidas, concretamente la más primigenia de sus historias, la que escribió Francisco de Medina y Mendoza, uno de los intelectuales en que fundó el cuarto duque su “Atenas Alcarreña” a mediados el siglo XVI. Se fía también Pecha de algunas noticias por la tradición, y es también cronista fiel y minucioso de su época, especialmente de la vida de la duquesa Ana. Solo se conoce, hasta el momento, un ejemplar manuscrito de esta «Historia de Guadalaxara…», que se guarda en la Biblioteca Nacional de Madrid, en su Sección de Manuscritos, original del autor, irregularmente distribuido en notas, con el objeto estructurar mejor la obra posteriormente. Presenta mayormente tres tipos de letra, tantos como escribanos que pusieron en limpio los apuntes del jesuita. Obra que fue editada en 1977 por la Institución Provincial de Cultura “Marqués de Santillana”. 
Otras obras: “Historia de las vidas de los Excmos. Sres. duques del Ynfantado y sus Progenitores desde el Infante don Zuria primer Sr. de Vizcaya asta la Excma. Srª Duquesa Dª Ana y su hixa doña Luisa condesa de Saldaña”, dedicada al séptimo duque don Rodrigo de quien era preceptor; «Vida de Doña Ana de Mendoza, sexta duquesa del Infantado», manuscrita en 1633, que se consideró perdido pero recientemente encontrado por el historiador Aurelio García López en la biblioteca de la Real Academia de la Historia. Ambos libros en realidad terminaron por ser capítulos de su historia de Guadalajara. En la Biblioteca del Palacio Real se encuentran “Parecer de D. Tomás Tamayo de Vargas sobre la Ziudad Complutense” que trata en realidad de la impugnación que Hernando Pecha hace a dicho autor, proponiendo el alcarreño que la Complutum romana estuvo donde hoy Guadalajara, y “Carta del P. Hernando Pecha sobre varios puntos del cronicón de Julián Pérez”, en el que trata sobre el mismo tema arqueológico, así como las diferencias entre «Santa Librada, o Wilgeforte, barbada, y Sta. Paula barbada, si fueron dos ó una tengo mil cosas». En el archivo capitular de la Catedral de Toledo y sobre el tema histórico, cual es la primacía de la iglesia de Toledo, se conserva un manuscrito de 188 folios, titulado “Tractatus de Primatu anctae Ecclesiae Toletanae in Universia Hispania…”, original de Pecha, de quien se sabe escribió una larga «Vida y passión de Christo», hoy perdida.